# Liberty (Missisipi)
Liberty – miasto w Stanach Zjednoczonych, w stanie Missisipi, w hrabstwie Amite.